# Kerk van Agerskov
De Kerk van Agerskov (Deens: Agerskov Kirke) ligt ongeveer 14 km ten noordoosten van de Deense plaats Løgumkloster.

## Beschrijving
De vrij grote kerk werd rond 1200 in romaanse stijl gebouwd. Het kerkgebouw betrof in de katholieke tijd een aan de heilige Dionysius gewijd godshuis. Dionysius, de eerste bisschop van Parijs die de martelaarsdood door onthoofding stierf, was in die tijd een zeer populaire heilige en verschillende kerken in het zuiden van Jutland werden aan hem gewijd.
Omstreeks 1300 werden het romaanse koor met de apsis gesloopt en door een groter, langer koor van twee traveeën en een sacristie vervangen. De oorspronkelijke ingangen op het noorden (voor vrouwen) en zuiden (voor mannen) en in het koor (voor de priester) werden later dichtgemetseld.
In de 14e eeuw volgde de bouw van een laatgotische bakstenen toren. Het heeft een piramidevormige spits met lage gevels op alle vier de zijden van de toren. In 1786 werd de spits verhoogd tot de huidige vorm. In de toren hangen twee klokken uit 1873, die werden gegoten door de klokkengieterij Bochumer Verein in Duitsland.
Tegelijk met het vroeggotische koor werd een nieuw voorportaal gebouwd. De granieten blokken voor de bouw van dit portaal waren afkomstig van het gesloopte romaanse koor en de apsis. Een voorportaal uit 1500 aan het noordelijke kerkschip bestaat niet meer. In het huidige voorportaal bevindt zich een schouw uit de renaissance.

## Interieur
Het laatgotische koor bezit fresco's uit 1632 in de gewelven met renaissance cartouches, waarin de afbeeldingen van de apostelen en hun symbolen zijn geschilderd.
Het kruisbeeld in de koorboog dateert uit de vroege jaren 1400. Aan de uiteinden van de kruisbalken zijn de symbolen van de evangelisten aangebracht. Rond het hoofd van Christus staan in het Latijn de woorden Heer, in Uw handen beveel ik Mijn geest.
Het granieten altaar is vroeggotisch en stamt uit 1300. Het altaarstuk dateert echter uit 1597 en is in renaissancestijl. Het werd tot twee keer toe veranderd, voor het eerst in 1719 en later in 1763 met nieuwe schilderijen van Anders Nielsen Windfeld. Het middenpaneel toont de kruisiging; de zijpanelen en het paneel in de kroon van het altaarstuk betreffen voorstellingen uit de lijdensgeschiedenis en het offer van Izaäk. Onder deze schilderijen werden resten van oudere schilderijen aangetroffen uit de renaissancetijd.
Aan de noordelijke koormuur hangen twee beeldengroepen van een vroeger gotisch zijaltaar. In een nis in de oostelijke muur bevinden zich twee laatmiddeleeuwse sacristiebellen.
Uit de romaanse tijd dateert het granieten doopvont (1200), de doopschaal stamt uit 1931. Het doopvont staat tegenwoordig onder de koorboog, maar had vroeger een plaats onder de orgelgalerij. Een doopvont van een engel die een schaal vasthield uit circa 1600 verdween tegelijkertijd met de verhuizing van het romaanse doopvont in 1900 naar de huidige plaats .
De eenvoudige preekstoel is uit 1798.
In het kerkschip zijn gedenktekenen voor de gevallenen in de Eerste Duits-Deense Oorlog en in de Eerste Wereldoorlog.